# Луцкий 165-й пехотный полк
165-й пехотный Луцкий полк — воинская часть Русской императорской армии. Полковой праздник — 30 августа. Старшинство — с 27 марта 1811 года. Комплектовался преимущественно уроженцами Киева и окрестных городов.

## История
Сформирован 17 января 1811 года, в составе двух рот, под названием Житомирского внутреннего губернского полубатальона, который 27 марта 1811 года был переформирован в батальон. 14 июля 1816 года батальон получил название Житомирского внутреннего гарнизонного батальона. 13 августа 1864 года батальон был наименован Житомирским губернским батальоном, а затем 26 августа 1874 года назван Житомирским местным батальоном. 
Во время русско-турецкой войны 1877—1878 годов из батальона был выделен кадр на сформирование 23-го резервного батальона (11 сентября 1878 года этот батальон был упразднён), и батальон наименован 31 августа 1878 года 46-м резервным пехотным кадровым батальоном. 19 марта 1880 года батальону пожаловано знамя. 
25 марта 1891 года батальон переформирован в двухбатальонный полк и 1 апреля назван 166-м пехотным резервным Луцким полком. 1 января 1898 года сформировано ещё два батальона, и полк назван 165-м пехотным Луцким полком. Во время войны с Японией Луцкий полк был мобилизован, но участия в военных действиях не принимал. 27 марта 1911 года, в день 100-летнего юбилея, полку пожаловано новое знамя с надписью «1811—1911» и Александровской юбилейной лентой.
В 1914 году при мобилизации в связи с началом Первой мировой войны полк выделил кадр для формирования 309-го пехотного Овручского полка. Участвовал в Галицийской операции, осаде Перемышля, отражении двух наступлений австро-германских войск и борьбе против Горлицкого прорыва.

## Командиры полка
- 02.07.1886 — 03.03.1894 — подполковник (с 13.11.1887 полковник) Подвальнюк, Николай Иванович
- 01.01.1898 — 07.08.1901 — полковник Шершеневич, Владимир Феликсович
- 09.10.1901 — 22.02.1904 — полковник Столица, Михаил Степанович
- 04.03.1904 — 22.11.1904 — полковник Ходорович, Николай Александрович
- 23.01.1905 — 05.03.1908 — полковник Залесский, Павел Петрович
- 05.03.1908 — 28.03.1913 — полковник Карцов, Евгений Петрович
- 28.03.1913 — 20.01.1915 — полковник Мельгунов, Михаил Эрастович
- 20.04.1915 — 08.09.1915 — полковник Духонин, Николай Николаевич
- 30.06.1916 — 22.08.1917 — полковник Ходаковский, Николай Николаевич
- 22.08.1917 — xx.xx.1918 — полковник Шелетаев, Василий Иванович